# Sant Joan C.E.
El Sant Joan Club Esportiu es el club de fútbol Sala del pueblo de San Juan (Baleares) fundado en el año 2007. Actualmente juega en la 3.ª División Nacional de Futbol Sala de las Baleares. Es el club con más títulos del municipio, al haber conseguido dos copas de la Federación (2009 y 2011) y dos títulos de liga (2017/18 y 2020/21).

## Historia

### Inicios 2007-2009
El Sant Joan C.E. se fundó en septiembre del año 2007, por iniciativa del joven mallorquín Jaume Ramis. Ese año, pocos días antes de terminar el período de inscripciones, un grupo de amigos del municipio se inscribieron en la liga regional de fútbol sala.

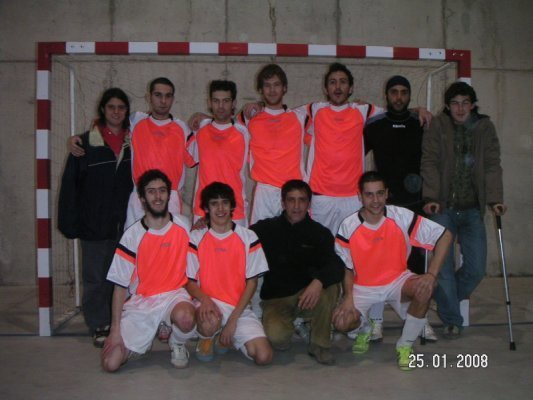
Plantilla 2007-2008

Para la temporada 2008-2009 el soporte de los también mallorquines Joan "Gorreta" en la dirección deportiva y Joan Rigo como delegado (actual presidente) que se incorporaron al club gracias al que era presidente y portero del club Tomeu Matas, supuso una mejora significativa en términos generales.

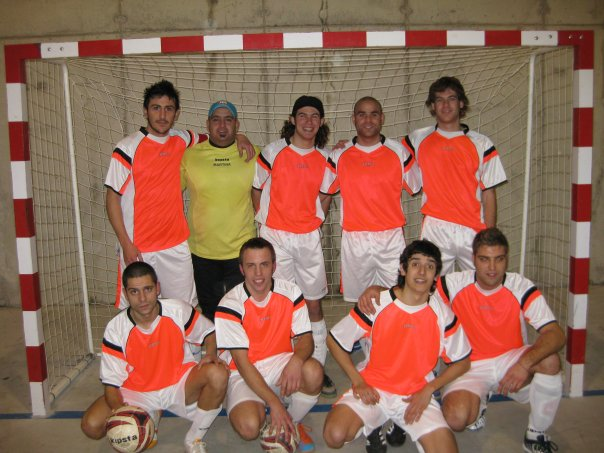
Plantilla 2008-2009

### Crecimiento 2009-2013
El tercer año, correspondiente a la temporada 2009-2010, gracias al soporte económico de Miquel Àngel Mieras (delegado del club) el club se pudo mantener vivo económicamente. Fue el mejor año en resultados deportivos hasta la fecha, ya que se obtuvo el cuarto puesto en la liga regular y el club consiguió su primer título de la historia, logrando la copa de la Federación Regional. Gran culpa de este éxito se debe a que Toni Joan Gayà dejó su puesto como jugador para pasar a entrenar a la primera plantilla.
La temporada 2010-2011 se inició con la mejor plantilla de la histpria del club pero por motivos deportivos y extradeportivos el equipo se resintió, convirtiéndose en una temporada para olvidar y la peor clasificación en la liga (11.º). Se produjo la incorporación del Sant Joan C.E. Juvenil de la mano de Toni Joan Gayà, que posteriormente dimitió como entrenador y Jesús Carrillo fue su sustituto.
Para la temporada 2011-2012, la quinta del primer equipo, el club incorporó al técnico Miguel Vilches, que dimitió en noviembre del 2011 por desencuentros con la plantilla. El técnico actual del primer equipo es Joan Rigo. El equipo juvenil consiguió la Copa Federación de la Liga Juvenil Regional GRUPO C(2011) de la mano de Jesús Carrillo. Se produjo la fundación del Sant Joan C.E. Cadete. A final de temporada el Equipo Cadete terminó semifinalista de la Copa Federación Balear y 6.º en la liga regular. El Equipo juvenil fue semifinalista de la copa juvenil en la final four disputada en el Pavelló Municipal de Son Juny (Sant Joan), semifinalista en la Copa Federación Balear y 3.º clasificado de la liga regular juvenil. El equipo sénior finalizó la temporada como 8.º clasificado de primera regional.
En la temporada 2012-2013, la 6.ª del primer equipo, la 3.ª del juvenil y la 2.ª del Cadete, se funda el Sant Joan C.E. Infantil. Se mantiene el cuerpo técnico que finalizó la temporada anterior.

### Compactación 2013-2015
Debido a la crisis económica y por motivos extradeportivos, el club decide hacer una reestructuración completa. Todas las divisiones Inferiores (Infantil, Cadete y Juvenil) son eliminadas, y se retiran del equipo el capitán Julià Picornell (hasta este momento el jugador con más partidos disputados en el club) y varios de sus jugadores referentes, que pasan a incorporarse al cuerpo técnico.
Se lleva a cabo el fichaje del portero estrella de la cantera del Fisiomedia Manacor, el joven Jaume Sitges; y se recuperan del Just Just Sant Joan a los exjugadores Biel Mora y Joan Mora. Queda conformada una plantilla muy joven que se coloca líder en las primeras jornadas de la temporada. Durante este período de tiempo el SanT Joan C.E. se confirma como uno de los grandes equipos de fútbol sala balear quedando siempre entre los cuatro primeros clasificados.

### El Trastorno Bipolar 2015-2016
Las marchas de Joan Rigo (presidente) y de Jesús Carrillo (entrenador) por motivos personales hacen que el club sea absorbido por el otro club de la localidad, el Just Just Sant Joan CFS. Tras cinco años de gestión de Rigo y Carrillo con magníficos resultados institucionales y deportivos entra un nuevo grupo de trabajo para hacerse cargo de la entidad. Reina la incertidumbre y el club firma un año para olvidar quedando antepenúltimo en liga regular en la temporada 2015/16 de la mano del entrenador Tolo Colom.

### La Época Dorada Deportiva y las Tinieblas en la Directiva 2016-2018
Tras tocar fondo en la temporada anterior los jugadores solicitan el regreso de Carrillo como entrenador, petición que es denegada por la junta directiva del club por desavenencias de la época en que ambos clubes estaban en activo. La temporada 2016/17 arranca con la disputa de la copa y el equipo sigue contando sus partidos por derrotas. Es a escasas semanas de iniciar la liga cuando la plantilla se amotina exigiendo el regreso de su antiguo entrenador amenazando con dejar la entidad. La junta directiva se ve obligada a contratar de nuevo a Jesús Carrillo que llaga a falta de tres partidos para finalizar la copa en la que el equipo llega sin opciones. Esa misma temporada el equipo sufre una magnífica mutación y acaba la liga regular como subcampeón a solo dos puntos del líder. La afición vuelve a llenar Son Juny como en antaño y el equipo vuelve a la senda del triunfo
Arranca la temporada 2017/18 confirmándose la continuidad de Carrillo al frente del equipo y la de la gran parte del bloque que a punto estuvo de alzarse con el título. 'Putxo' y Murti causan baja por motivos laborales y el portero Tomeu Karmany causa baja por lesión. Pero seguirán tirando del equipo: Biel León, Julià Picornell, Jaume Mas,  Joan Mora, Joan Roig, Biel Matas, Andreu Bauçà 'Turri', Pere Florit, Mateu Simó Català. A los que se les sumarán los flamantes fichajes llagados desde Manacor: Jaume Sitges, Toni Rosselló, Joan Rosselló, Llorenç Brunet, Toni Blanquer y en la recta final de la temporada Mika Carrión. Estos son los quince jugadores que marcarán historia meses después consiguiendo el primer título de liga de Sant Joan.
El equipo se proclama campeón de la temporada 2017/18 rompiendo todos los récords posibles sin conocer la derrota y cediendo un solo empate, siendo el equipo máximo goleador de la competición y menos goleado dejando un bagaje defensivo histórico en Las Baleares y terminando a 18 puntos del segundo clasificado.
Con esta carta de presentación se consuma el ascenso a la 3.ª División Nacional de Futbol Sala.

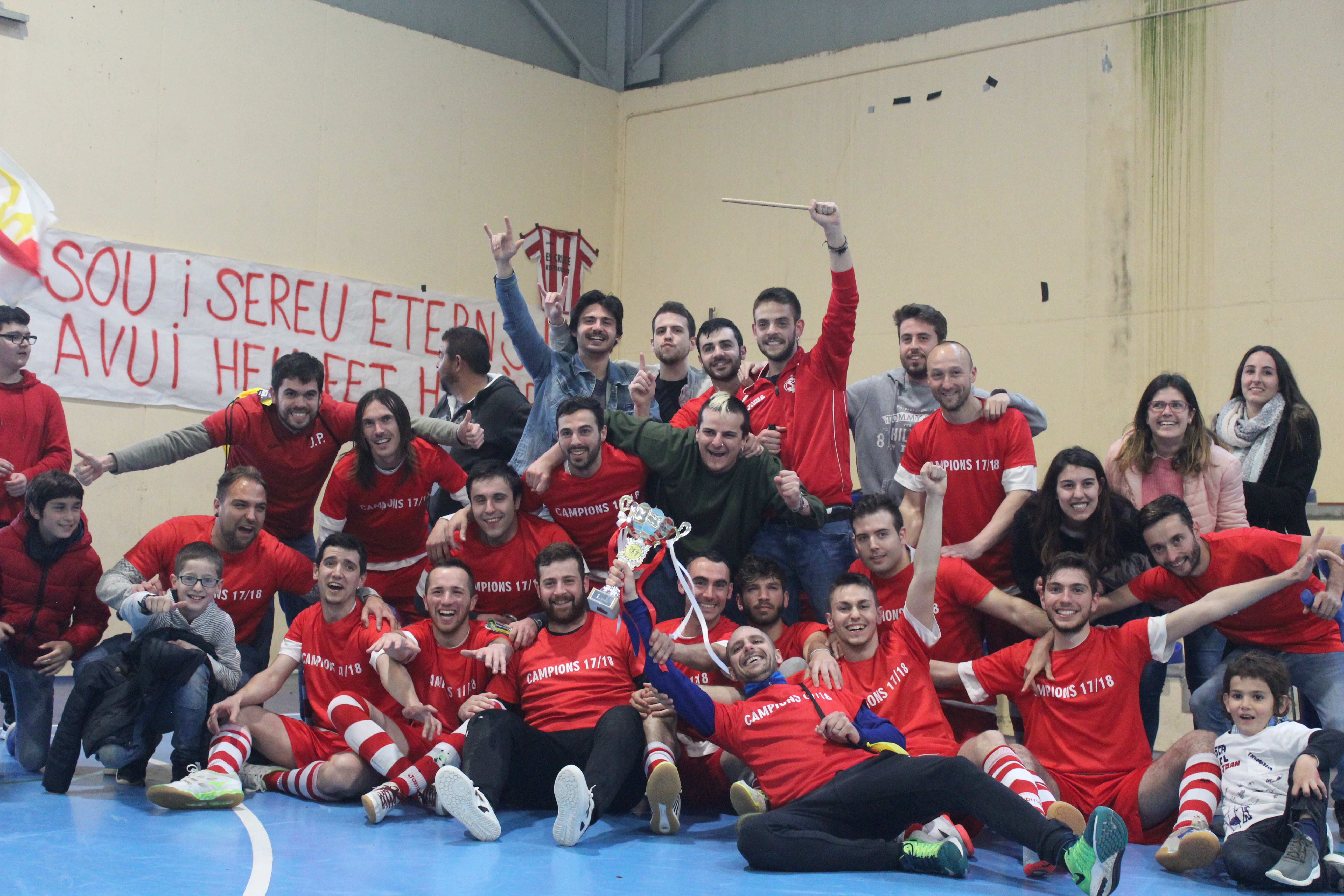
Campeones de liga 2017-2018

## Estadio
El Sant Joan C.E. disputa sus partidos en el Pabellón Municipal Son Juny del municipio de San Juan de Mallorca (Baleares) desde su fundación. Tiene una capacidad para 250 asistentes y cuenta con servicio de bar.

## Palmarés
- 1 Copa Federación de la Liga de 1.ª Regional GRUPO B(2009)
- 1 Copa Federación de la Liga Juvenil Regional GRUPO C (2011)[2]
- 1 Subcampeonato de Liga 1.ª Regional (2016/17)
- 1 Campeón de Liga de 1.ª Regional (2017/18)
- Ascenso a 3.ª División (2017/18)
- 1 Campeón de Liga de 1.ª Regional (2020/21)[6]

## Primer Equipo

### Datos
- Año de fundación: 2007
- Competición: FUTBOL SALA - LIGA SENIOR 1.ª REGIONAL
- Mejor Clasificación en la liga: 1.º (Temporada 2017-2018)[7] (con récords históricos de puntos, goles a favor, goles en contra y sin conocer la derrota).
- Peor Clasificación en la liga: 11.º (Temporada 2010-2011)[7]
- Máximo número de goles a favor en la liga: 145 (Temporada 2009-2010)[8]
- Mínimo número de goles en contra en la liga: 32 (Temporada 2017-2018)[9]

### Cuerpo técnico
- Entrenador: Miquel Angel Carrion
- Delegado: Francisco Juan Barcelo Roig "Xisco Tete"

### Plantilla 2013/14
Actualizada el 5 de noviembre de 2013.
|    | Nac.                | Nombre                     | Club Procedencia                   | Posición |
| -- | ------------------- | -------------------------- | ---------------------------------- | -------- |
| 1  | Bandera de España   | Biel León Mora             | Just Just Sant Joan(2013)          | Portero  |
| 13 | Bandera de España   | Jaume Sitges Capó          | Associació Esportiva Manacor(2013) | Portero  |
| 2  | Bandera de España   | Joan Jordà 2.º             | Sant Joan C.E. Juvenil (2013)      | Cierre   |
| 3  | Bandera de España   | Lluc Florit                | Sant Joan C.E. Juvenil (2013)      | Cierre   |
| 4  | Bandera de España   | Joan Roig Abraham (JUV)    | Sant Joan C.E. Cadete (2013)       | Cierre   |
| 5  | Bandera de España   | Joan Gayá Mieras           | Sant Joan C.E. Juvenil (2013)      | Cierre   |
| 6  | Bandera de España   | Tomeu Garí Payeras         | Sant Joan C.E. Juvenil (2011)      | Ala      |
| 7  | Bandera de España   | Pere Florit Amengual (JUV) | Sant Joan C.E. Juvenil (2013)      | Ala      |
| 8  | Bandera de España   | Mateu Simó Català 1.º      | Sant Joan C.E. Juvenil (2013)      | Ala      |
| 9  | Bandera de España   | Andreu Joan Bauçà (JUV)    | Sant Joan C.E. Juvenil (2013)      | Ala      |
| 10 | Bandera de España   | Joan Mora Amengual         | Just Just Sant Joan(2012)          | Ala      |
| 11 | Bandera de Alemania | Deva Murti Bär (JUV)       | Sant Joan C.E. Cadete (2013)       | Pívot    |
| 12 | Bandera de España   | Francesc Barceló Torrens   | Montuîri F.C. (2012)               | Pívot    |

Entrenador: Jesús Carrillo

### Palmarés
- 1 Copa Federación de la Liga de 1.ª Regional GRUPO B (2009)

## Equipo Juvenil
Datos
- Año de fundación: 2010
- Competición: FUTBOL SALA - LIGA JUVENIL
- Mejor Clasificación en la liga: 3.º (Temporada 2011-2012)

Palmarés
- 1 Copa Federación de la Liga Juvenil (2011)

## Equipo Cadete
Datos
- Año de fundación: 2011
- Competición: FUTBOL SALA - LIGA CADETE
- Mejor Clasificación en la liga: 6.º (Temporada 2011-2012)

Palmarés
- Semifinalista Copa 2011-2012. (Cae eliminado por el doble valor de los goles fuera de casa)

## Directiva
- Presidente: Joan Català
- Vicepresidente: Joan Francesc Roig
- Secretario: Andreu Joan Bauzà
- Tresorero: Joan Roig